# Witch Watch
Witch Watch (jap. ウィッチウォッチ Witchi wotchi) – manga autorstwa Kenty Shinohary, publikowana na łamach magazynu „Shūkan Shōnen Jump” wydawnictwa Shūeisha od lutego 2021. Do listopada 2022 manga rozeszła się w nakładzie 1,1 miliona egzemplarzy.
W Polsce prawa do dystrybucji serii nabyło Studio JG.
Na podstawie mangi studio Bibury Animation Studios wyprodukowało serial anime, którego premiera odbyła się w kwietniu 2025.

## Fabuła
Seria opowiada o Nico Wakatsuki, nastoletniej czarownicy, która po ukończeniu magicznego szkolenia wprowadza się do domu ze swoim przyjacielem z dzieciństwa Morihito Otogim, ogrem o ludzkim wyglądzie. Ze względu na historię przodków ich rodzin, Morihito ma zostać chowańcem Nico i chronić ją. Dziewczyna ma również nadzieję, że pomoże im to zostać parą, ponieważ Morihito jest jej wieloletnią sympatią. W miarę rozwoju historii Nico i Morihito są zmuszeni stawić czoła różnym nadprzyrodzonym i legendarnym istotom, które napotykają, jednocześnie próbując rozwiązać wszystkie nieprzewidywalne problemy, które magia Nico powoduje w ich codziennym życiu.

## Bohaterowie
- Nico Wakatsuki (jap. 若月 ニコ Wakatsuki Niko)

Seiyū: Rina Kawaguchi 
Nastoletnia czarownica, która jest zakochana w swoim przyjacielu z dzieciństwa, Morihito. Jest bardzo miłą osobą, która często stara się pomagać ludziom za pomocą magii, ale zazwyczaj robi to, nie znając w pełni szczegółów ani skutków ubocznych zaklęć.
- Morihito Otogi (jap. 乙木 守仁 Otogi Morihito)

Seiyū: Ryōta Suzuki 
Ogr o ogromnej sile fizycznej, którą zyskał dzięki praktykowaniu Qigong. Jest przyjacielem Nico z dzieciństwa, która nazywa go „Moi” (jap. モイ), i jako jedyny nie zdaje sobie sprawy, że Nico jest w nim zakochana. W przeciwieństwie do innych głównych postaci, Morihito cechuje się powagą i odpowiedzialnością.
- Kanshi Kazamatsuri (jap. 風祭 監志 Kazamatsuri Kanshi)

Seiyū: Kōhei Amasaki 
Tengu, który potrafi kontrolować wiatr i zaprzyjaźnił się z Nico podczas jej treningu. Jest „kruczym chowańcem” Nico i wprowadza się do niej oraz Morihito, ponieważ jego zadaniem jest również jej ochrona. Kanshi ma dobre umiejętności społeczne i mówi w dialekcie Kansai.
- Keigo Magami (jap. 真神 圭護 Magami Keigo)

Seiyū: Kaito Ishikawa 
Wilkołak, który zamienia się w inną osobę, nazywaną „Wilkiem”, gdy zobaczy kształt półksiężyca. Keigo zazwyczaj jest cichą osobą, ale staje się zarozumiały, kiedy chwali się swoją wiedzą na temat mało znanej kultury. Wilk natomiast jest zawsze arogancki i niegrzeczny. Jest kolegą z klasy Nico i Morihito i ostatecznie wprowadza się do nich.
- Nemu Miyao (jap. 宮尾 音夢 Miyao Nemu)

Seiyū: Tomori Kusunoki 

## Manga
Pierwszy rozdział mangi został opublikowany 8 lutego 2021 w magazynie „Shūkan Shōnen Jump”. Następnie wydawnictwo Shūeisha rozpoczęło zbieranie rozdziałów do wydań w formacie tankōbon, których pierwszy tom ukazał się 4 czerwca tego samego roku. Według stanu na 4 kwietnia 2025, do tej pory wydano 21 tomów.
19 stycznia 2024 wydanie mangi w Polsce zapowiedziało Studio JG, natomiast premiera odbyła się 24 maja tego samego roku.
| Nr | Język japoński      | Język japoński         | Język polski     | Język polski           |
| Nr | Data wydania        | ISBN                   | Data wydania     | ISBN                   |
| -- | ------------------- | ---------------------- | ---------------- | ---------------------- |
| 1  | 4 czerwca 2021      | ISBN 978-4-08-882696-7 | 24 maja 2024     | ISBN 978-83-8257-428-9 |
| 2  | 3 września 2021     | ISBN 978-4-08-882764-3 | 30 sierpnia 2024 | ISBN 978-83-8257-505-7 |
| 3  | 4 listopada 2021    | ISBN 978-4-08-882842-8 | 8 listopada 2024 | ISBN 978-83-8257-559-0 |
| 4  | 4 lutego 2022       | ISBN 978-4-08-883011-7 | 27 lutego 2025   | ISBN 978-83-8257-622-1 |
| 5  | 4 kwietnia 2022     | ISBN 978-4-08-883067-4 | 29 kwietnia 2025 | ISBN 978-83-8257-684-9 |
| 6  | 3 czerwca 2022      | ISBN 978-4-08-883154-1 | 30 czerwca 2025  | ISBN 978-83-8257-738-9 |
| 7  | 4 sierpnia 2022     | ISBN 978-4-08-883221-0 | —                |                        |
| 8  | 4 listopada 2022    | ISBN 978-4-08-883388-0 | —                |                        |
| 9  | 4 stycznia 2023     | ISBN 978-4-08-883422-1 | —                |                        |
| 10 | 4 kwietnia 2023     | ISBN 978-4-08-883454-2 | —                |                        |
| 11 | 2 czerwca 2023      | ISBN 978-4-08-883559-4 | —                |                        |
| 12 | 4 sierpnia 2023     | ISBN 978-4-08-883593-8 | —                |                        |
| 13 | 4 października 2023 | ISBN 978-4-08-883666-9 | —                |                        |
| 14 | 4 grudnia 2023      | ISBN 978-4-08-883787-1 | —                |                        |
| 16 | 4 kwietnia 2024     | ISBN 978-4-08-883877-9 | —                |                        |
| 17 | 4 lipca 2024        | ISBN 978-4-08-884112-0 | —                |                        |
| 18 | 4 września 2024     | ISBN 978-4-08-884170-0 | —                |                        |
| 19 | 1 listopada 2024    | ISBN 978-4-08-884251-6 | —                |                        |
| 20 | 4 stycznia 2025     | ISBN 978-4-08-884286-8 | —                |                        |
| 21 | 4 kwietnia 2025     | ISBN 978-4-08-884450-3 | —                |                        |
| 22 | 4 lipca 2025        | ISBN 978-4-08-884565-4 | —                |                        |

## Anime
Adaptacja w formie telewizyjnego serialu anime została zapowiedziana 19 sierpnia 2024. Została wyprodukowana przez studio Bibury Animation Studios i wyreżyserowana przez Hiroshiego Ikehatę, wraz z Masao Kawase jako asystentem reżysera. Scenariusz napisała Deko Akao, postacie zaprojektowała Haruko Iizuka, a muzykę skomponowała Yukari Hashimoto. Premiera odbyła się 6 kwietnia 2025. Motyw otwierający, zatytułowany „Watch Me!”, wykonuje Yoasobi, natomiast za motyw końcowy, „Mahō Spice”, odpowiada Aooo. Pierwsze 3 odcinki anime zostały wyświetlone w kinach poza Japonią pod tytułem Witch Watch: Watch Party. Pokazy w Azji rozpoczęły się 13 marca, natomiast w Polsce odbyły się w dniach 22–23 marca. Prawa do streamingu anime w Polsce nabyły serwisy Netflix oraz Crunchyroll.

### Lista odcinków
| №  | Tytuł | Reżyseria                                               | Premiera         |
| -- | --- | ------------------------------------------------------- | ---------------- |
| 1  | Powrót czarownicy Majo no Kikan (魔女の帰還) | Tatsunori Sakamoto Hiroshi Ikehata                      | 6 kwietnia 2025  |
| 2  | Kolosalny pierwszak / Chodźmy coś zjeść / Lewitująca klasa Ōgata rūkī / Famiresu iko! / Tobu kyōshitsu (大型ルーキー / ファミレス行こ! / 飛ぶ教室) | Masao Kawase                                            | 13 kwietnia 2025 |
| 3  | Prześwitujące kreacje na wiosnę / Podniebna poczta Nico / Zagubiony pies i rytm deszczu Haru no shīsurū kōde / Majo ni takkyūbin / Maigo inu to ame no bīto (春のシースルーコーデ / 魔女に宅急便 / 迷子犬と雨のビート)                                   | Takuma Suzuki                                           | 20 kwietnia 2025 |
| 4  | Kanshi Kazamatsuri – Tengu Tengu - Kazamatsuri Kanshi (天狗 - 風祭監志) | Natsu Tsuda                                             | 27 kwietnia 2025 |
| 5  | Moja uczennica okazała się moja ulubioną rysowniczką / Dziś znów dokucza mi brzuch / Koci rekonesans Oshiego ga oshi eshi datta ken / Kyō wa hebī na sutomakku / Kyatto sukauto (教え子が推し絵師だった件 / 今日はヘビーなストマック / キャットスカウト) | Yūma Imura                                              | 4 maja 2025      |
| 6  | Pod drzewem zakochanych Enmusubi no ki no shita de (縁結びの樹の下で) | Enishi Ōshima                                           | 11 maja 2025     |
| 7  | Kan & Nico’s Channel / Ceremonia herbaty to bułka z masłem Kan Niko channeru / Ocha no kokoro wa ocha no ko saisai (カンニコチャンネル / お茶の心はお茶の子さいさい)                                                                                     | Kiichi Ueki                                             | 18 maja 2025     |
| 8  | Zapiski z pracy dorywczej Kanshiego: Pokaz superbohaterów / Zapiski z pracy dorywczej Kanshiego: Praca w domu Kanshi no baito nikki: Hīrō shō / Kanshi no baito nikki: Naishoku (カンシのバイト日記～ヒーローショー～ / カンシのバイト日記～内職ー～)    | Daishi Katō                                             | 25 maja 2025     |
| 9  | Droga Karo / Nowi przyjaciele / Randka z rycerzem Kara e / Atarashii tomodachi / Dēto wizu za naito (伽羅へ / 新しい友達 / デート・ウィズ・ザ・ナイト)                                                                                                   | Kou Horio                                               | 1 czerwca 2025   |
| 10 | Stereotypowy samorząd uczniowski / Bezpański kot w bąbelkach rozkosznej piany Betabeta seitokai / Kayoi neko no awai hitotoki (ベタベタ生徒会 / 通い猫の泡いひととき)                                                                                    | Yasuo Fujii                                             | 8 czerwca 2025   |
| 11 | Psy i krople deszczu: część 1 Inu to uteki, zenpen (犬と雨滴・前編) | Kousuke Hirota                                          | 15 czerwca 2025  |
| 12 | Psy i krople deszczu: część 2 Inu to uteki, kōhen (犬と雨滴・後編) | Hiroshi Ikehata Masao Kawase Yūsuke Onoda Yūichirō Aoki | 22 czerwca 2025  |
| 13 | Keigo Magami, wilkołak / Łagodny tygrys, dumny wilk / Proste przyprawy do wspaniałego gotowania Ōkami otoko -Magami Keigo- / Zennin no tora kōman no ōkami / Otegaru chōmiryō (狼男 -真神圭護- / 善人の虎高慢の狼 / お手軽超魅了)                        | Yuki Ikeda                                              | 29 czerwca 2025  |
| 14 | Uron Mirage Rozdział 119: The Fuzzy Hunt, Part 4 / Diary of My Favorite Artis Uron mirāju dai-hyakujūkyū-wa: 'Fajī tōbatsu - 4' / Oshi eshi nisshi (うろんミラージュ 第119話 「ファジー討伐 - 4」 / 推し絵師日誌)                                        | Masao Kawase Yūsuke Onoda                               | 6 lipca 2025     |
| 15 | Letni demon Natsu no mamono (夏の魔物) | Toshiyuki Anzai                                         | 13 lipca 2025    |
| 16 | Miharu Kiryu, wampir / Zaginiony parasol / Cieszę się, że tu jesteś Kyūketsuki - Kiryū Miharu - / Kasa ga nai / Aete ureshii (吸血鬼 - 霧生見晴 - / 傘がない / 会えて嬉しい)                                                                             | Ko Kusa                                                 | 20 lipca 2025    |
| 17 | Utknęliśmy w śmiertelnej rozgrywce, ale było fatalnie / Long Long a Go Go Desu gēmu idomareta kedo... / Long Long a Go Go (デスゲーム挑まれたけど... / Long Long a Go Go)                                                                                | En Yaguchi                                              | 27 lipca 2025    |
| 18 | Kara i Shiki / Kulkowe szaleństwo / Rysunkowa ekipa Kara-chan to Shiki / Kyōsō no bīda mania / Sukuranburu sukurappu sukuwaddo (カラちゃんとシキ / 狂騒のビーダマニア / スクランブル・スクラップ・スクワッド)                                            | Dai Shibakan                                            | 3 sierpnia 2025  |
| 19 | List od przyjaciela Tomodachi no tegami (ともだちの手紙) | Fumihiro Ueno                                           | 10 sierpnia 2025 |
| 20 | Zabłąkany wilk i bezdomny kot Mayoi ōkami to kayoi neko (迷い狼と通い猫) | Kyosuke Takada                                          | 17 sierpnia 2025 |
| 21 | Himitsu no shōdō / Keiko no kimama sutairu / Jikiru no otogi-ke hōmon (秘密の衝動 / ケイコの気ままスタイル / ジキルの乙木家訪問) |                                                         | 24 sierpnia 2025 |

## Odbiór
W czerwcu 2021 seria została nominowana do 7. nagrody Next Manga Award w kategorii manga drukowana i zajęła 10. miejsce spośród 50 nominowanych. W kolejnym roku była nominowana do tej samej nagrody, uplasowując się na 2. miejscu.
Do listopada 2022 manga sprzedała się w nakładzie 1,1 miliona egzemplarzy.